# Lemon Tree (canción)
«Lemon Tree» (en español: «Árbol de limón») es una canción interpretada por la banda de rock alternativo alemana Fool's Garden, perteneciente a su tercer álbum Dish of the Day (1995). Fue publicada como sencillo en 1995 y se convirtió en un éxito internacional en 1996. 
La canción alcanzó el número 26 en las listas británicas y permaneció varias semanas en el primer lugar de las listas alemanas. También alcanzó el número uno en Irlanda.
Peter Freudenthaler dijo que escribió la canción una tarde de domingo, mientras estaba esperando a su novia.

"La canción fue exitosa en casi todos los lugares del mundo, ¿por qué deberíamos negar esta parte importante de nuestra carrera? Tocamos música, damos conciertos y bien podemos ganarnos la vida... ¿qué más podríamos desear?".
Peter Freudenthaler

La banda grabó una nueva versión de la canción para su álbum recopilatorio de 2009 High Times – The Best of Fools Garden. Los temas "Wild Days" y "Suzy" también fueron regrabados para ese disco.

## Versiones y parodias
Dustin the Turkey grabó una parodia navideña titulada "Christmas Tree". La cantante taiwanesa Tarcy Su publicó versiones en mandarín y cantonés, tal como lo hizo la coreana Park Hye Kyung.
En 2015, la canción fue sampleada por Derrick Hoh.
En 2021, Alle Farben sacó su propia versión.
En 2022, Kim Hongjoong del grupo surcoreano ATEEZ sacó su propia versión.

## Listado de canciones
CD sencillo
1. «Lemon Tree» — 3:11
2. «Finally» — 4:29

CD maxisencillo
1. «Lemon Tree» — 3:11
2. «Finally» — 4:29
3. «Spirit '91» (dance mix) — 4:11

- «Lemon Tree» y «Finally» se incluyen en el álbum Dish of the Day.

La versión original de "Spirit '91" aparece en el primer álbum de la banda, Once in a Blue Moon.

## Músicos
- Peter Freudenthaler - voz principal y coros.
- Thomas Mangold - bajo y coros
- Volker Hinkel - guitarras.
- Roland Röhl - sintetizador.
- Ralf Wochele - batería.

- Están también acreditados otros instrumentos como por ejemplo un arreglo de cuerdas, trompeta y trombón.

## Posición en las listas
| País           | Lista                                    | Posición |
| -------------- | ---------------------------------------- | -------- |
| Alemania       | Official German Charts                   | 1        |
| Australia      | ARIA                                     | 31       |
| Austria        | Ö3 Austria Top 40                        | 1        |
| Bélgica        | Ultratop 50 Flanders                     | 2        |
| Bélgica        | Ultratop 50 Wallonia                     | 2        |
| Dinamarca      | IFPI                                     | 2        |
| España         | PROMUSICAE                               | 2        |
| Estados Unidos | Billboard Bubbling Under Hot 100 Singles | 13       |
| Unión Europea  | Eurochart Hot 100                        | 4        |
| Finlandia      | Suomen virallinen lista                  | 11       |
| Francia        | SNEP                                     | 3        |
| Irlanda        | IRMA                                     | 1        |
| Italia         | FIMI                                     | 6        |
| Noruega        | VG-lista                                 | 1        |
| Nueva Zelanda  | Recorded Music NZ                        | 14       |
| Países Bajos   | Dutch Top 40                             | 10       |
| Reino Unido    | The Official Charts Company              | 26       |
| Suecia         | Sverigetopplistan                        | 1        |
| Suiza          | Schweizer Hitparade                      | 2        |